# سیاه‌دوزی سیستان
سیاه‌دوزی نوعی سوزن دوزی در سیستان است که برای تزئین پیش سینه و سرآستین لباس به کار می‌رود و در این نوع دوخت تنها از نخ سیاه رنگ که معمولاً ابریشمی است استفاده می‌شود.

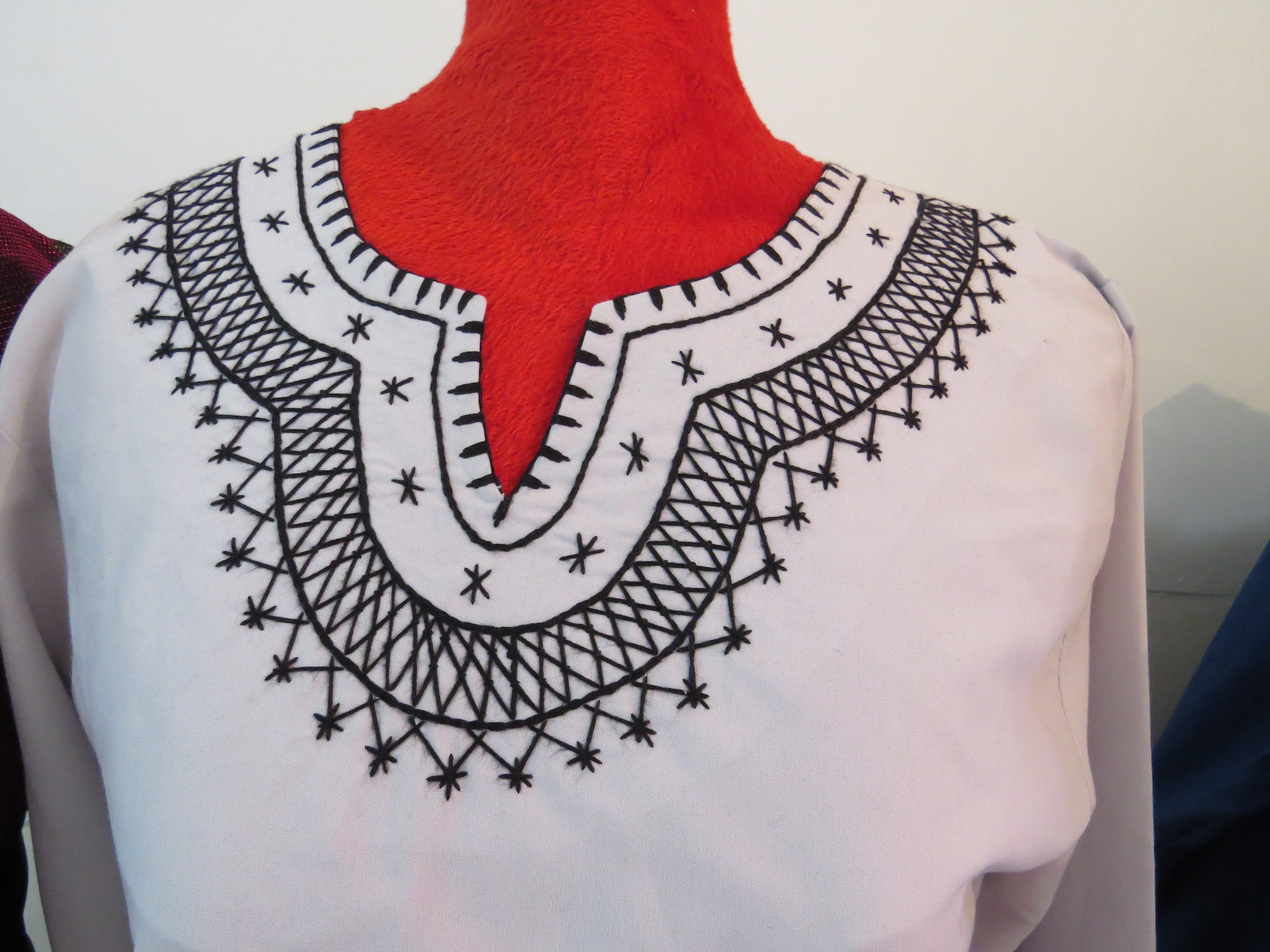
سیاه دوزی سیستانی روی لباس

سیاه دوزی نوعی رودوزی اصیل است که توسط زنان سیستانی انجام می‌شود. سیاه دوزی سیستان نوع دیگر سوزن دوزی در سیستان، است که در آن از نخ سیاه ابریشم استفاده می‌شود و روی لباس مورد استفاده قرار می‌گیرد. خامه دوزی و سیاه دوزی بیشتر جنبه خود مصرفی داشته و اکثراً بین اهالی سیستان خرید و فروش می‌شود. هنر سیاه دوزی اگر چه در گذشته برای تزیین لباس مردان و زنان سیستانی بکار رفته اما در حال حاضر می‌توان آن برای تزئین دیگر پوشاک بکار برد.

سیاه دوزی سیستانی روی لباس

## تاریخچه
با آمدن سکاها به سیستان تحول بزرگی در این منطقه ایجاد شد، کمترین این تحولات بافته‌های منطقه بود که تحت تأثیر هنر آن‌ها قرار گرفت. این قوم در قرن پنجم قبل از میلاد قالی، گلیم و نمد تولید می‌کردند. شهرت بافته‌های سیستان در دوره اسلامی نشان از یک هنر پرسابقه و کهن دارد. مردم این منطقه نیز مانند سایر اقوام کوچ در چادر زندگی می‌کردند و از گلیم به‌عنوان زیرانداز، پشتی، سفره آرد و نان، خورجین و کیسه‌های نمک استفاده می‌کردند و برای تزیین آن از خرمهره، صدف، سکه، منگوله و سنگ‌های زینتی بهره می‌بردند. این هنر با تاریخ ظهور ابریشم در سیستان برابر است. در نخستین نوشته‌های اسلامی، سیستان محل تولید بهترین بافته‌های ابریشمی و پشمی بوده‌است. سیستان با داشتن باغ‌های فراوان توت یکی از بزرگ‌ترین مراکز تولید ابریشم بوده‌است. منابع تاریخی از وجود کارگاه‌های تولید پیله و ابریشم در روستای «چلنگ» سیستان حتی در ۱۰۰ سال قبل خبر می‌دهند. اوج این هنر مثل دیگر هنرهای سیستان را می‌توان به دوره اشکانی و ساسانی نسبت داد. «سیاه‌دوزی» نیز نوعی سوزن‌دوزی است که برای تزیین پیش‌سینه و سرآستین لباس‌ها در سیستان به کار می‌رود. برای این نوع دوخت فقط از نخ سیاه که معمولاً ابریشمی است، استفاده می‌کنند. این نوع دوخت به‌شکل دندان‌موشی به‌هم چسبیده‌است و نقش‌هایی که روی لباس پیاده می‌شود، به‌صورت مثلث است. در گذشته لباس اصیل زنان سیستان بیشتر در رنگ‌های روشن و سفید بوده و از پارچه ای نخی دوخته می‌شده که نخ آن توسط زنان سیستان بافته می‌شده و و شامل پنر (پیراهن) گشاد و دامن که به روایت بانوان قدیم سه عدد دامن بوده که بر روی هم می‌پوشیدند تا در مقابل وزش بادهای سیستان بتواند باز هم حجاب زن را حفظ نماید، یک باسکت (جلیقه) بر روی پنر پوشیده می‌شده و لچک که نوعی روسری بوده بر روی پیشانی گره می‌خورده‌است در حال حاضر لباس محلی زنان سیستان بیشتر از سفید رنگ بوده، دلیل آن شرایط اقلیمی و آب و هوای گرم سیستان بوده‌است که رنگ روشن گرما را دفع و رنگ تیره گرما را جذب می‌کند، به این دلیل از قدیم هم مردم این منطقه رنگ روشن را انتخاب می‌کنند حتی مردان نیز از رنگ سفید استفاده می‌کنند. . لباس زنان با سوزن دوزی که به آن سیاه دوزی سیستان می‌گویند دوخته می‌شود که این سیاه دوزی در جلوی یقه، سر آستین و سر پوچک شلوار (پاچه شلوار)، پایین چاک لباس زنان انجام می‌شود و گاهی اوقات هم از خامک دوزی (خامه دوزی) استفاده می‌شود البته خمک دوزی (خامه دوزی) بیشتر برروی لباس مردان کاربد دارد. دامن لباس زنان سیستان از پارچه‌هایی با طرح گل‌های ریز بوده و هم پارچه‌های ساده است، پنر هم بیشتر گلدار استفاده می‌شود و با یک بند در قسمت کمر بسته جمع شده و بسته می‌شده، لچک نیز نوعی دستمال محلی از جنس ابریشم بوده و به رنگ مشکی بوده‌است. تومون (شلوار) زنان سیستان که با سیاه دوزی بر سر پوچک (پاچه) آن دوخت می‌خورد. به گفته یک از کاوشگران و باستان شناسان اولین سوزن دوزی در ایران بوده‌است و پایه همه سوزن دوزی‌ها می‌باشد.
در حال حاضر در سیستان صنایع دستی مانند قالی بافی، خرجین بافی، سوزن دوزی، سکه و دکمه دوزی، پریواردوزی، سیاه دوزی، ساخت ظروف سفالین وزینت آلات (جواهر سازی) بین خانواده‌ها معمول است.
در برخی کتب و اسناد تاریخی از سیاه دوزی نام برده شده که خود نشان دهنده قدمت این هنر زیباست. به عنوان مثال:آموزش سیاه دوزی ودگمه دوزی به ۵ تن از روستائیان بنجار شهرستان زابل و روستای کهنه غلامان در خاش
گفتی بنشین به تیره‌روزی/در کار که سیاه دوزی

## کاربرد
این نوع دوخت برای تزئین پیش سینه و سرآستین لباس به کار می‌رود و تنها از نخ سیاه رنگ که معمولاً ابریشمی است استفاده می‌کنند. سیاه دوزی در سیستان در گذشته کاربرد فراوانی داشته‌است و در جامعه سنتی مردان و زنان سیستانی به کار می‌رفته که امروزه در اندک قسمت‌های از سیستان دوخته و کارایی دارد. در این هنر نقوش فراوانی به کار می‌رود که بسته به جامه زنان و مردان جداگانه است. این هنر تاریخچه ای کهن در تاریخ سرزمین کشورمان دارد.
مواد اولیه مورد مصرف در سوزن دوزی سیستان نخ و پارچه است. این دوخت علاوه بر جامه مردان و زنان سیستانی برای بقچه، جانماز، روطاقچه ای و غیره استفاده می‌شود.
سیاه دوزی سیستان نوعی رودوزی سنتی است که با نخ مشکی ابریشم بر روی پارچه رنگ روشن دوخته کاربرد دارد و این دوخت‌ها ذهنی بوده برای شال، مانتو، رومیزی، کوسن و… استفاده می‌شود و بر روی لباس چل تریزه، دور یقه و آستین لباس سیاه دوزی می‌شود همچنین در جلوی یقه و آستین پیراهن مردان سیستان نیز کاربرد دارد.
پیراهن چهل تریز از ۴۰ تکه تشکیل می‌شود، دور سجاف و سر مچ آن را با نخ سیاه سیاه دوزی می‌کنند و روی آن کمربند شانه کشی می‌بندند.

## نقوش
صنایع دستی سیستان نماد فرهنگ اصیل و تاریخ کهن و هنر بی‌مثال مردم این سزمین اسطوره‌ای است، گوهرِ پاکیزه و قیمتیِ مردمی که نه به وسیله صنعت که به دستِ پرتوان صنعتگران، هنرمندان و بافندگان این دیار کهن تولید شده، گوهری پاکیزه که برآمده از رنجِ آدمیزاد است. سیستان دارای صنایع دستی متنوع و جذاب بی‌نظیری است که حاصل ذوق و خلاقیت ذهن و دستان توانای زنان و مردان هنرمند این خطه است و از جایگاه ویژه‌ای در میان مردم و به ویژه اقوام و عشایر برخوردار و پاسخگوی همه سلیقه‌ها است.
باستان‌شناسان با گشودن هر گور در گورستان ۵ هزار ساله شهرسوخته ظروف زیبای سفالینی را کشف می‌کنند که ذوق و سلیقه زنان و مردان دوران باستان آنان را به وجد و حیرت وامی‌دارد و با افتخار به جهانیان نشان می‌دهند که نیاکانشان این چنین خلاقانه هنر و فرهنگ خویش را ماندگار کرده و در کنار اجساد مردگان‌شان برای نسل‌های چندین هزار سال بعد از خود به یادگار گذاشته‌اند تا پیوندی بین نسل‌های گذشته و حال ایجاد کنند.
سیاه‌دوزی سیستان یک نوع سوزن‌دوزی است که نقش ندارد و فقط دوخت است که دوخت‌های آن شامل زنجیره دوزی، لفک، کجک، دولمه، دندان موشی، تخم ترک، بخیه و … است.
در سیاه دوزی با دوخت دندان موشی به هم چسبیده نقش‌هایی را به شکل مثلث بر روی لباس می‌دوزند و بین این دندان موشی‌ها گاهی از دوخت زنجیره استفاده می‌شود.